# Sphecodes longuloides
Sphecodes longuloides är en biart som beskrevs av Blüthgen 1923. Sphecodes longuloides ingår i släktet blodbin, och familjen vägbin. Inga underarter finns listade i Catalogue of Life.